# Santillana del Mar
Pour les articles homonymes, voir Santillane.
Santillana del Mar (Santillane en français) est une commune de la communauté autonome de Cantabrie en Espagne. La ville est située à proximité de l'océan Atlantique, entre Santander et San Vicente de la Barquera. Elle comptait 4 007 habitants en 2007.
Santillana del Mar est un centre touristique et appartient à l'association Les Plus Beaux Villages d'Espagne.[réf. nécessaire]

## Toponyme
Le site occupé par Santillana del Mar portait le nom de Planes à partir de la conquête romaine, comme l'atteste un document en latin daté de 980 : « baseleca Sancta Iuliana locum qui dicitur Planes », qui indique que la basilique Sainte-Julienne est située sur le lieu-dit Planes, plaine. 
À partir de ce moment, l'importance de la basilique et de l'ensemble religieux dépasse celle du lieu. En conséquence, de la domination du Royaume des Asturies, en 1228, elle est appelée Villa Sancta Illana. On pense que le toponyme actuel est un dérivé de cette dernière appellation, à laquelle a été ajouté les termes del Mar, de la mer, en raison de la proximité immédiate de la mer Cantabrique
Le nom originel de Sancta Illana est orthographié Santayllana dans un document de 1326. Un autre de 1338 atteste Santillana, et dans un troisième de 1390, on trouve différentes graphies Sancta Illana, Sanctayllana, Santyllana et Santillana. Enfin, en 1453, la forme Santillana est désormais la seule utilisée.
Le lieu-dit Planes à l'origine du nom de la ville, est situé dans un lieu différent, aujourd'hui appelé mies de Llanes, et n'est pas attenant avec ce qui était le monastère Santa Juliana.

### Dénomination populaire
Santillana est connue sous le nom : villa de las tres mentiras, la bourgade des trois mensonges, car « ni es santa, ni llana, ni tiene mar », elle n'est ni sainte, ni plane, ni sur mer (la commune a un accès à l'océan mais le centre bourg est sur le promontoire rocheux). En effet Sant- est le préfixe pour Saint-, -Llana est un suffixe diminutif ou éventuellement évoque llanura, la plaine, et Mar signifie mer ou océan.

## Patrimoine
- Collégiale du XIIe siècle
- Grotte d'Altamira, art préhistorique

## Littérature
Dans le domaine littéraire, Santillana est célèbre pour le roman picaresque d'Alain-René Lesage, Histoire de Gil Blas de Santillane. Dans La Nausée, Jean-Paul Sartre décrit Santillana comme étant le "plus joli village d'Espagne".

## Sports
Arrivées du Tour d'Espagne: 2006,  Sérgio Paulinho

## Jumelages
- Le Dorat (France)[3]
- Borgolavezzaro (Italie)[3]
- Montignac-Lascaux (France) depuis 2022, commune sur laquelle se trouve la célèbre grotte de Lascaux[3].

## Personnalités liées à la commune
- Jesús Otero (1908-1994), sculpteur républicain espagnol.